# 2592 Hunan
2592 Hunan este un asteroid din centura principală, descoperit pe 30 ianuarie 1966 de Observatorul Zijinshan.